# Солдати (Желєзногорський район)
Солдати (рос. Солдаты) — присілок в Желєзногорському районі Курської області Російської Федерації.
Населення становить 28 осіб. Входить до складу муніципального утворення Андросівська сільрада.

## Історія
Населений пункт розташований на території українського етнічного та культурного краю Східна Слобожанщина.
Від 2004 року входить до складу муніципального утворення Андросівська сільрада.

## Населення
| 1866 | 1926 | 1979 | 2002 | 2010 |
| ---- | ---- | ---- | ---- | ---- |
| 181  | ↘170 | ↗265 | ↘53  | ↘28  |